# Попов, Пётр Степанович
Пётр Степанович Попов (1929, хутор Ильменский, Нижне-Волжский край — 8 мая 2014, Магадан) — советский, российский художник; Заслуженный художник Российской Федерации.
С 1968 года член Союза художников России. Участник областных, региональных, всесоюзных, зарубежных, международных художественных выставок.
Работы находятся в золотом фонде краеведческого музея города Магадана, дирекции выставок Художественного фонда Российской Федерации, Магаданской областной научной библиотеки им. А. С. Пушкина, в многочисленных частных коллекциях.

## Семья
Супруга — Попова Евгения Игнатьевна (? — декабрь 2016)
- Сын — Попов Александр Петрович
- Дочь — Попова Валентина Петровна

Племянник — Осипов Александр Павлович
- Внук — Осипов Денис Александрович

## Награды и премии
- Премия губернатора Магаданской области.
- Золотая медаль ВТОО «Союз художников России» имени В. И. Сурикова.
- Премия мэрии города Магадана «Человек года» в области изобразительного искусства (2003).